# تحليل الطلاء التاريخي
تحليل الطلاء التاريخي، أو البحث في الطلاء المعماري، هو التحليل العلمي لمجموعة واسعة من التشطيبات المعمارية،
ويستخدم بشكل أساسي لتحديد لون وسلوك التشطيبات السطحية في أي نقطة زمنية معينة. يساعدنا هذا على فهم التاريخ الهيكلي للمبنى وكيف تغير مظهره بمرور الوقت.
يشترك تحليل الطلاء التاريخي في منهجية مشتركة مع حفظ وترميم اللوحات المستخدمة للحفاظ على الأعمال الفنية ثنائية وثلاثية الأبعاد وترميمها. يتضمن ذلك تحديد المكونات مثل الأصباغ العضوية أو غير العضوية والصبغات الموجودة في الأصباغ «pigments». يحدد تحليل الطلاء التاريخي أيضًا وسائط تعليق الأصباغ مثل (الماء أو الزيت أو اللاتكس والطبقة المرتبطة بالدهانات). يجري استخدام مجموعة متنوعة من التقنيات لتحديد وتحليل طبقات الصبغة والانتهاء من التعرض، بما في ذلك إنهاء التعرض، الفحص المجهري، والفحص المجهري للضوء المستقطب، والتحليل الطيفي بالأشعة تحت الحمراء لتحويل فورييه. لا تسمح هذه الأدوات لعالم الحفظ فقط بنمذجة (استعراض/ إظهار) السلوك الفيزيائي والكيميائي للطلاء ولكنها مفيدة أيضًا لأغراض التأريخ. وبالمثل، تُستخدم التحليلات لتقييم مستويات المخاطر الناشئة عن عوامل التدهور التي يمكن أن تؤثر على فقد الطلاء وتدهور الأسطح، والتفاعل مع أحدث المواد، والطبقات، وإزالة التصفيح، وتدهور الوسائط والصبغ، والأليغاتورينغ «alligatoring». مع وجود هذه المعلومات في متناول اليد، يمكن لعالم الحفظ مساعدة المشرف على فهم التسلسل الزمني للسطح المطلي بشكل أفضل وتقديم توصيات مفيدة في استعادة مظهره إلى حالته السابقة مع ضمان طول عمره.

## طرق أخذ العينات
تاريخيًا، أجري تحليل الطلاء في الموقع عن طريق إزالة طبقات الطلاء اللاحقة بعناية للكشف عن سلسلة من التشطيبات وصولًا إلى الطبقة، يشار إلى هذه الطريقة عمومًا باسم طريقة الخدش والمطابقة. استُخدمت هذه المنهجية خلال الترميم المبكر للتشطيبات في ويليامزبرغ التاريخية. على الرغم من أن هذه الطريقة قد استخدمها عدد قليل من الممارسين، فلم تكن شائعة بسبب مشاكلها المتأصلة في سوء التفسير والفشل في معالجة قضايا مثل تقادم الطلاء وتغير اللون.
نظرًا إلى أن التحليل النهائي يجري إجراؤه في ظل ظروف معملية، فإن العينات تجمع في الميدان لتحليلها لاحقًا ويمكن جمعها بواسطة المحلل أو عن طريق الشحن إلى العميل. تُسمى العينات في أثناء عملية الجمع. تتضمن المعلومات النموذجية رقم العينة، واسم المبنى، وموقع المبنى، واسم المجمع، وتاريخ التجميع، والبيانات المحددة المتعلقة بالموقع الفعلي للعينة.
وفقًا لمجموعة عينات ديفيد أربوجاست، تُجمع العينات عادة في نوع واحد من نوعين من الحزم. يوصى بشدة باستخدام مظاريف مانيلا. فهناك لوحات كبيرة يجب أن تبقى غير مختومة. لا توجد إمكانية تقريبًا لترحيل العينة في مثل هذا الظرف.
الاحتمال الآخر هو الأكياس البلاستيكية القابلة لإعادة الإغلاق (سحاب) والتي يمكن فتحها وإعادة غلقها حسب الرغبة. العيب الوحيد لهذا النوع من الحزم هو أن وضع العلامات قد يكون صعبًا. يختلف جمع العينات بشكل أساسي اعتمادًا على نوع الطبقة المعنية. وبترتيب التواتر النموذجي، تشمل الطبقات الخشب ومواد الجص وأغطية الجدران ومواد البناء الصلبة والمعادن. تجمع العينات باستخدام شفرة معدنية حادة مثل مشرط أو سكين XActo. على الرغم من تقديم الأجزاء الفعلية من المبنى للتحليل، لا يلزم أن تكون العينة كبيرة على الإطلاق إذ سيجري عرضها من خلال المجهر. في هذه الحالة، الحجم لا يهم، فالمطلوب هو عينة مع كل طبقات الطلاء الخاصة بها ملتصقة جيدًا ببعضها بعضًا وبالطبقات الخاصة بكل منها.
بالنسبة لمعظم طرق أخذ العينات، تستخدم طريقة الكشط لأخذ عينة للطبقة والطلاء المرتبط بها. عند إزالة عينة الطلاء، من المهم أيضًا إزالة قطعة من الطبقة للتأكد من اكتمال التجميع الطبقي. لتحديد الأصباغ والمجلدات والألوان المختلفة داخل المواقع المعمارية التاريخية، يستخدم الخبراء مجموعة من التحقيقات الميكانيكية والكيميائية للكشف عن الطبقات المخفية، في حين يستخدم التحليل المجهري للطبقات لتحديد الألوان والتشطيبات الأصلية.
تعد الطريقة التقليدية لعمل "كشط" باستخدام مشرط طريقة بطيئة وغير دقيقة للغاية لكشف الطبقات السابقة. تتمثل عيوب التقنية السابقة في أنه نظرًا للمستوى المنخفض نسبيًا من التكبير، فمن السهل تفويت الطبقات الحرجة وإساءة تحديد الطبقات مثل الطبقات الأولية على أنها طبقات نهائية تاريخية. أيضًا، تغير مصادر الضوء المتغيرة في الموقع إدراك الألوان بدرجات متفاوتة. غالبًا ما يكون صنع حفرة صغيرة بسكين أكثر فاعلية ثم صنفرة الحواف إلى منحدر تدريجي، وتتسع طبقات الطلاء مع حك السطح للأسفل. ستبدو النتيجة النهائية مثل مركز الهدف، مع الكشف عن التسلسل الكامل للطبقات.
في التحليلات السابقة والحديثة، أصبح الباحثون في مجال الطلاء يدركون بشكل متزايد أن العينات التي جرت إزالتها من الموقع للدراسة قد لا تمثل اللون التاريخي الحقيقي. بسبب عدم الدقة في طرق أخذ العينات التقليدية، تطورت أبحاث الطلاء المعماري إلى علم المواد.